# Asesor consultor
Un Asesor consultor o un Asesor en planificación y organización (a veces también llamado Especialista en organización y métodos), es una persona generalmente de muy buen nivel profesional y de mucha cultura general, que da ideas y que sugiere estrategias de alto nivel en relación a una institución, o a un sector de gobierno, o a un área de actividad. En resumen, un profesional con este perfil es una buena estrategia, un buen planificador, y un creador por excelencia, que imagina, que tiene ideas novedosas, que es muy ejecutivo, y que generalmente tiene buenos conocimientos en logística así como en racionalización y métodos.
En informática, un profesional de este tipo, es una persona encargada de identificar las necesidades de los usuarios o de los clientes, y de especificarlos y estandarizarlos, con el fin de facilitar el posterior tratamiento por computadoras y redes. En particular, su rol incluye hacer de nexo entre especialistas en informática y directivos/usuarios/clientes, explicando conceptos, necesidades, requerimientos, limitantes y falencias, asuntos a cuidar, y tipo de equipos que podrían ser útiles de usar. Por lo general, una persona con estas funciones no se ocupa directamente ni del desarrollo de programas informáticos (software), ni de los sistemas de explotación, ni de cuestiones administrativas o de personal, ni mucho menos de la elección de equipamientos y de materiales, pero supervisa todo, y advierte sobre retrasos, inconvenientes, aumento de costes, posibles problemas a enfrentar, dificultades de financiamiento, etc. Obviamente, los programas de computación y los sistemas de explotación, deben ser concebidos y desarrollados por equipos especializados.
En enseñanza, un profesional de este perfil, es una persona que se ocupa o que supervisa asuntos vinculados con la currícula de estudios, el reclutamiento de profesores y la organización de sus cursillos de especialización, así como de la marcha general de la actividad. Por citar un ejemplo, en especial puede mencionarse a Laurent Carroué en la labor que se refiere a geopolítica, y que desarrolla en varias de las escuelas de comercio más prestigiosas de Francia, tales como École des Hautes Études Commerciales de París, ESCP Europe, Emlyon Business School, etc.
El rol de consultor informático es muy amplio, y no solo se limita a resolver problemas o situaciones en el área de programación.[cita requerida]
Definamos primero. Consultor: un consultor es un profesional capacitado en una determinada especialidad y que ofrece soluciones a problemas o situaciones a quienes le solicitan sus servicios, debes estar en capacidad de aportar valor y soluciones.
Un Consultor en Informática debe ser un profesional capacitado y con experiencia en el área de tecnología y con conocimientos en el área de desarrollo de software, herramientas ofimáticas, redes y comunicaciones, adicionalmente en esta época actual con el auge de las redes sociales también debe tener conocimiento en este nuevo fenómeno. Las empresas y emprendedores buscan consultores informáticos que los ayuden y apoyen a emprender negocios en Internet y rentabilizarlos y no saben cómo hacerlo, las pymes quieren presencia en Internet y redes sociales y no saben cómo hacerlo, un Consultor en Informática debe estar capacitado para dar respuestas y soluciones a todas estas inquietudes que seguro les platearan sus futuros clientes.[cita requerida] Lo que a veces las pequeñas empresas no tiene en cuenta, es que con una buena asesoría podrá reorganizar sus procesos, optimizar la cadena de suministro, aumentar su eficiencia y crecimiento, y garantizarles un retorno de inversión (ROI) adecuado.[cita requerida]
En resumen, el Consultor Informático tiene que ser capaz de mejorar los procesos de una empresa de forma a acelerar el crecimiento del negocio mejorando los procesos o incrementando las ventas abriendo nuevos canales de venta usando las nuevas tecnologías como puede ser Internet, Google, redes sociales y aplicaciones para móviles. Además de estar preparado para la evolución de la tecnología que pasa prácticamente a diario.[cita requerida]